# Комаров, Дмитрий Константинович
Дмитрий Константинович Комаров (укр. Дмитро Костянтинович Комаров, 17 июня 1983, Киев, УССР, СССР) — украинский журналист, путешественник, фотограф, автор и ведущий телевизионных программ «Мир наизнанку» и «Путешествуй по Украине». Заслуженный журналист Украины (2020). Автор документального проекта "Рік"

## Биография
Родился 17 июня 1983 года в Киеве. Родители — Константин и Нина Комаровы. Был первым ребенком в семье. У него есть младшие брат и сестра — двойняшки Николай и Ангелина, которых назвали в честь бабушки и деда.
В школьные годы писал статьи и заметки для местных периодических изданий, а в 16 лет начал работать в еженедельнике «Теленеделя» на должности редактора раздела «Мужчина». Окончил 6 классов музыкальной школы по классу фортепиано.
В 17 лет стал работать фотокорреспондентом — фотографировал украинских и мировых знаменитостей, которые приезжали на гастроли в Киев, а затем продавал фотоматериалы разным изданиям.
Как журналист и фотограф сотрудничал с многими печатными изданиями. В течение шести лет был корреспондентом газеты «Комсомольская правда в Украине». С 2007 по 2010 год работал специальным корреспондентом газеты «Известия в Украине», был автором статей для украинских изданий журналов Playboy и EGO.
Будучи студентом, увлекался одиночными путешествиями, выбирая при этом мало популярные направления. По возвращении в Украину продавал фоторепортажи из поездок, организовывал фотовыставки, и таким образом зарабатывал деньги для осуществления новых путешествий. В одной из таких поездок по Таиланду родилась идея создать собственную программу о путешествиях, которая впоследствии получила название «Мир наизнанку».
Ещё до появления проекта «Мир наизнанку» Комаров самостоятельно объездил более 20 стран.
Идею нового проекта Комаров предлагал многим телеканалам, но получал отказ, пока не познакомился с генеральным директором телеканала «Сити» и одним из продюсеров телеканала «1+1». Они предложили сделать пилотный выпуск самостоятельно и показать результат. В итоге первый сезон программы «Мира наизнанку» Комаров выпустил за свои деньги. Сезон был посвящен Камбодже и насчитывал 8 выпусков. «Мир наизнанку» вышел на телеканале «1+1». Первый эфир проекта состоялся 11 декабря 2010 года.
Во время путешествий Комаров неоднократно поднимался на горные вершины и принимал участие в восхождениях, которые требуют альпинистских навыков. Взошел на Айленд-пик (6165 м), Уайна-Потоси (6088 м), Килиманджаро (5895 м), Монблан (4807 м), Фудзияму (3776 м).
В рейтинге «Фаворит телепрессы 2012» Дмитрий Комаров был признан зрителями лучшим тележурналистом года.
31 августа 2020 года президент Украины Владимир Зеленский присвоил Дмитрию Комарову почетное звание «Заслуженный журналист Украины».
В 2021 году Комаров запустил новый авторский проект о путешествиях по Украине «Мандруй Україною з Дмитром Комаровим» (рус. «Путешествуй по Украине с Дмитрием Комаровым»). Он побил рекорды телепросмотров и стал самой рейтинговой программой о путешествиях на украинском телевидении за всю историю измерений.
Из путешествий вместо сувениров привозит необычные и эксклюзивные вещи с историей и вскоре[когда?] планирует открыть музей. В коллекции Комарова уже есть очки первовосходителя на Эверест Норгея Тенцинга, корона правителя горного королевства Мустанг, копья диких племен разных стран.
С февраля 2022 года открыто освещает и осуждает вторжение российских войск на Украину и считает неприемлемым убийства мирных граждан войсками России. В качестве журналиста документирует хронику войны, бывает в горячих точках и на передовой.
В числе первых зашёл в города Киевской области после их освобождения от оккупации российскими войсками. Так, был в составе первой колонны украинских военных в Гостомеле, а также стал первым журналистом, который снял репортажи из городов Буча и Ирпень.
С апреля 2022 года Комарову запрещён въезд на территорию России сроком на 50 лет.
12 июля 2022 года на благотворительном аукционе продал свой спорткар Chrysler Crossfire за один миллион гривен. Полученные деньги отправил на нужды Вооружённых сил Украины.
Осенью 2023 года вышло две авторские документальные работы Дмитрия Комарова — «Год. Харьковщина», посвященная деоккупации Харьковской области Вооруженными силами Украины осенью 2022 года и «Год. Херсон» — к годовщине освобождения Херсона и Правобережной Херсонщины.
В ноябре 2023 года Комаров анонсировал новый сезон «Мира наизнанку», посвященный Украине.

## Образование
Дмитрий Комаров имеет два высших образования. Первая специальность — инженер (Национальный транспортный университет). Вторая — специалист по связям с общественностью (Киевский национальный университет культуры и искусств).

## Личная жизнь
В мае 2019 года женился на «Мисс Украина 2016» и партнёрше по «Танцам со звёздами» Александре Кучеренко. Венчание состоялось в православном храме Иерусалима, медовый месяц молодожёны провели на Мальдивах. В 2025 году пара развелась.
Брат Николай занимается созданием компьютерных игр, а сестра Ангелина — стилист-парикмахер.
Одно из хобби — лыжный спорт. Занимается им со студенческих лет.

## Благотворительность
Дмитрий Комаров создал благотворительную инициативу #ЧашкаКофе, которая помогает тяжелобольным детям. Идея проекта заключается в том, что, каждый, отказавшись от суммы равной одной чашке кофе в день и передав её на благотворительность, может спасти нуждающемуся жизнь. Комаров реализует проект через собственные страницы в социальных сетях, выступая гарантом того, что собранные деньги полностью пойдут на лечение ребёнка. Инициативу поддерживает певица Надежда Дорофеева, а вместе с дизайнером Андре Таном были созданы игрушки и эко-сумки, деньги от продажи которых пошли на лечение подопечных проекта.
Инициатива Дмитрия Комарова #ЧашкаКофе собрала более 38 миллионов гривен и помогла спасти 32 детские жизни.
За использование своих соцсетей с максимальной пользой и инициативу #ЧашкаКофе Дмитрий Комаров был удостоен специальной премии «Instagram года» от журнала «XXL».
Во время пандемии Комаров направил усилия на борьбу с коронавирусом. Он приобрел аппарат ИВЛ для киевской областной детской больницы в городе Боярка, вместе с партнерами #ЧашкиКофе помог снабдить необходимыми средствами безопасности клиники в Черкасской и Луганской областях.
Во время российско-украинской войны занялся волонтерской деятельностью.

## Награды и премии
- 2012 — «Фаворит телепрессы 2012»[7]
- 2016 — «Телетриумф», номинация «Лучший ведущий развлекательной программы»[39]
- 2016 — «Viva! Самые красивые», номинация «Самый красивый мужчина 2016 года»[40]
- 2018 — XXL men’s Awards 2018, номинация «Лицо с экрана»[41]
- 2018 — специальная премия «Instagram года» от журнала «XXL» за проект #ЧашкаКофе[35]
- 2018 — премия «Золотой лайк» от телеканала «1+1», номинация «Реалити года»[42]
- 2020 — почетное звание «Заслуженный журналист Украины»[43]
- 2021 — Ukraine Tourism Awards за проект «Мандруй Україною з Дмитром Комаровим»[44]

## Рекорды
2009 — во время путешествия по Индии Дмитрий Комаров преодолел 20 000 км за 90 дней и установил рекорд «максимальный пробег по Индии своим ходом за минимальный срок».
2015 — после выхода 100 выпуска программа «Мир наизнанку» была внесена в Национальный реестр рекордов Украины за «наибольшее количество туристических программ, снятых съемочной группой из двух человек».
2018 — во время тура по городам Украины Дмитрий Комаров раздал 10 185 автографов и установил рекорд «самая массовая официально зарегистрированная автограф-сессия».
2019 — Комаров вместе с пилотом Игорем Табанюком и двумя другими членами экипажа установили рекорд Украины, облетев все области страны, кроме зоны боевых действий на востоке и Крыма. Они посетили 33 аэродрома малой авиации за 3 дня.

## Фотопроекты
- 2005 — «Африка» — фотовыставка по итогам экспедиции в Кению и Танзанию.
- 2007—2008 — «Непал. Год 2064»[49].
- 2009 — «Индосутра», выставка по итогам экспедиции в Индию в 2008—2009 году. Экспонировалась по всей Украине, а также в России[50].
- 2012 — «Азия: мир наизнанку», выставка по итогам экспедиции в страны Юго-Восточной Азии[51].

## Телевидение
- с 2010 — «Мир наизнанку» — автор и ведущий
- 2016 — «Вечерний Киев» — приглашённая звезда[52]
- 2017 — «Танцы со звёздами» — участник в паре с Александрой Кучеренко[53]
- 2017 — «Лига смеха» — приглашённая звезда[54]
- 2018 — «Вечерний квартал» — приглашённая звезда[55]
- 2020 — «Хто зверху?» — приглашённая звезда[56]
- с 2021 — «Путешествуй по Украине с Дмитрием Комаровым» — автор и ведущий[57]
- 2023 — «Год» (автор, ведущий)
- 2023 — «Год. За кадром» (автор, ведущий)
- 2023 — «Год. Харьковщина» (автор, ведущий)[24]
- 2023 — «Год. Херсон» (автор, ведущий)[23]